# Platanus wrightii
Platanus wrightii är en platanväxtart som beskrevs av S. Wats.. Platanus wrightii ingår i släktet plataner, och familjen platanväxter. Inga underarter finns listade i Catalogue of Life.